# آلمانی‌انگشتان
آلمانی‌انگشتان (نام علمی: Germanodactylidae) نام یک تیره از راسته خزندگان بال‌دار است.